# Кошицький привілей

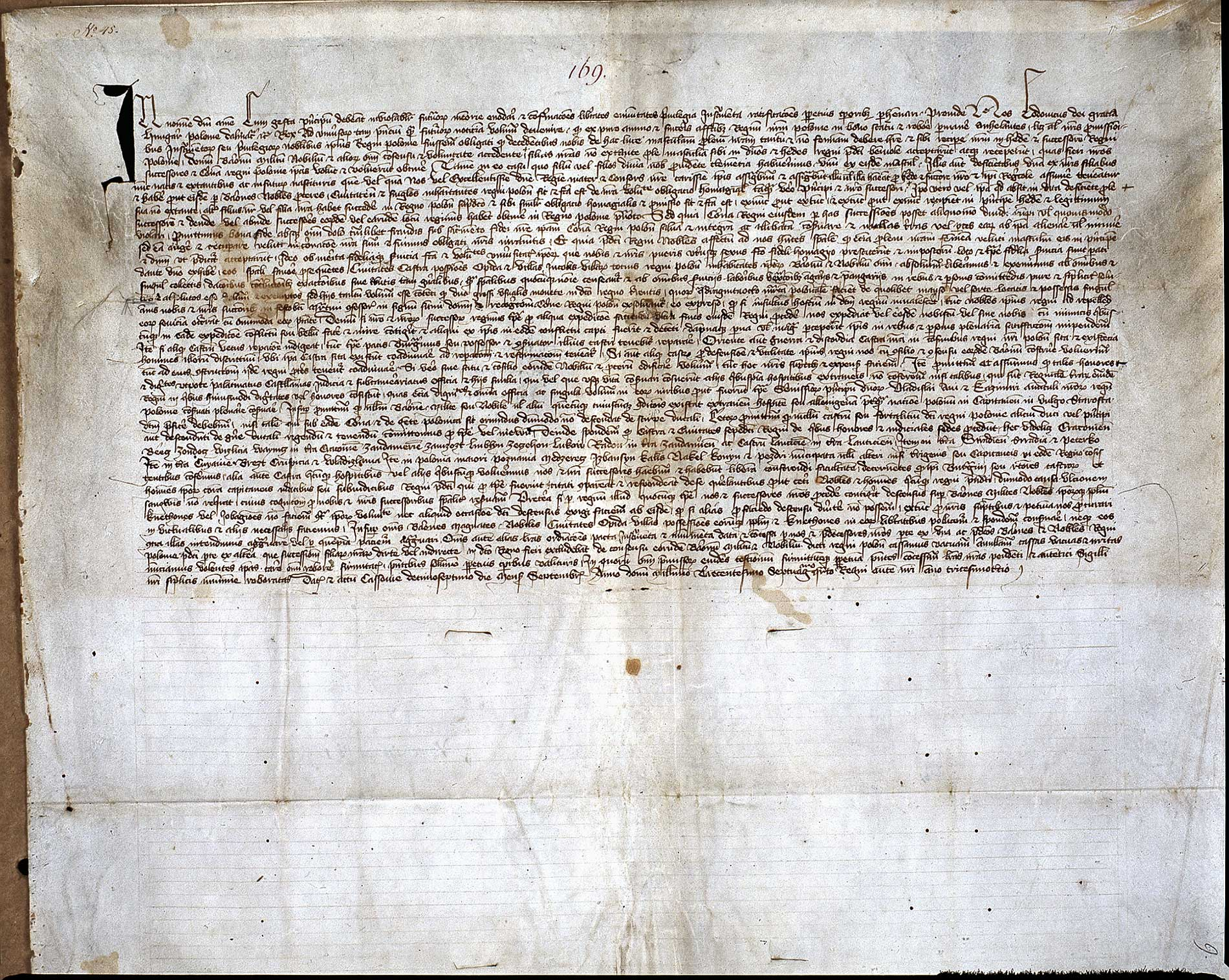
Кошицький привілей

Кошицький привілей (пол. Przywilej koszycki) — привілей короля польського Людовика Угорського від 17 вересня 1374, якою він надавав шляхті права і привілеї, якими раніше користувалися лише вищі світські і духовні феодали. В обмін на це, одна з дочок Людовіка (Катерина, Марія або Ядвіга) повинна була зійти на польський трон після його смерті.
Кошицький привілей підписаний після переговорів з представниками шляхти на з'їзді у Кошицях.
Шляхта отримала такі привілеї:
- Звільнення від данини, за винятком 2 грошів з одного поля і 4 грошів з монастирських володінь;
- Звільнення від обов'язку будувати чи ремонтувати замки, за винятком воєнного часу;
- Посади діставалися тільки полякам;
- За битви під час війни шляхта отримувала платню солдатів;
- Звільнення від будівництва мостів та міст;
- Звільнення від забезпечення королівського двору в той час, коли він подорожував по країні.

З Кошицького привілею в Польщі почалося посилення дворянської верстви й обмеження влади польських королів.